# Политинформация
Политинформа́ция — в странах социалистического лагеря, вид идеологической и политико-массовой работы в форме обязательных лекций или бесед в трудовых и воинских коллективах, учебных заведениях, партийных, комсомольских и пионерских организациях. Так, школьники СССР приходили на политинформацию на полчаса раньше начала занятий.
Регулярное проведение политинформаций имело целью информирование аудитории об актуальных новостях внутренней и международной жизни, их комментирование и формирование определённого, идеологически обусловленного отношения к фактам, явлениям, процессам политической и экономической жизни общества.
Проведение политинформаций поручалось штатным политработникам, педагогам и воспитателям, партийным и комсомольским активистам, наиболее активным и грамотным членам коллектива («политинформаторам»). Для политинформаций в основном использовались материалы советской периодики.
В настоящее время аналогичные формы идеологической работы с населением применяются в Беларуси (см. ниже), а также в России в составе курса "Разговоры о важном" (с 1 сентября 2022 года).

## Политдни в Беларуси
В Беларуси, согласно указу президента А. Г. Лукашенко, с 2003 года в масштабах государства была возрождена практика проведения так называемых «политдней» («единых дней информирования населения»).
Официальной целью проведения «политдней» является «реализация конституционного права граждан на получение полной и достоверной информации о деятельности государственных органов, иных организаций, о политической, экономической, культурной и международной жизни, а также компетентное разъяснение населению Республики Беларусь государственной политики и обеспечение активного участия граждан в её реализации, изучение общественного мнения и оказание практической помощи местным исполнительным и распорядительным органам в решении общественно значимых проблем». Указом президента был утверждён состав специальных информационно-пропагандистских групп, отвечающих за организацию этих мероприятий.

 Тематика «политдней» определяется администрацией президента Республики Беларусь.
Политработа на предприятиях и в учреждениях страны проводится по утверждённым расписаниям. Так, например, в Белорусском государственном педагогическом университете программа «идеологического, гражданско-патриотического и идейно-нравственного воспитания» включает еженедельные кураторские часы и единые дни информирования в каждый третий четверг месяца. «Политинформации по материалам периодической печати с освещением вопросов экономического, демографического развития государства» проводятся в течение года, а кроме того организуются тематические беседы по таким вопросам, как «Идеология белорусского государства», «Мы, белорусы, мирные люди» и «Сильная и процветающая Беларусь должна иметь прочный идеологический фундамент».